# Milhouseův románek
Milhouseův románek (v anglickém originále Bart's Friend Falls in Love) je 23. díl 3. řady (celkem 58.) amerického animovaného seriálu Simpsonovi. Scénář napsali Jay Kogen a Wallace Wolodarsky a díl režíroval Jim Reardon. V USA měl premiéru dne 7. května 1992 na stanici Fox Broadcasting Company a v Česku byl poprvé vysílán 25. února 1994 na stanici ČT1. Úvodní scéna, v níž Bart krade Homerovi peníze, je i s hudbou parodií Indiana Jonese.

## Děj
Během cesty autobusem do školy Milhouse ukáže Bartovi svou novou věšteckou hračku, kouzelnou kouli. Bart se koule zeptá, jestli budou s Milhousem na konci dne ještě kamarádi, a koule předpoví, že ne. Téhož dne přijíždí do Springfieldské základní školy nová dívka z Phoenixu, Samantha Stankyová, a Milhouse se do ní okamžitě zamiluje. K Bartově zděšení spolu Milhouse a Samantha začnou chodit. Místo aby si po škole hrál s Bartem sám, přivede Milhouse Samanthu do domku na stromě a celou dobu ji objímá a líbá. Barta ignorují a zanechají ho v slzách. 
Milhouse a Samantha spolu tráví veškerý volný čas. Bart žárlí a cítí se odstrčený, a tak jejich vztah prozradí Samanthině otci. Za trest pošle pan Stanky Samanthu do Školy svatého Sebastiána pro hříšné dívky, klášterní školy vedené francouzsko-kanadskými jeptiškami. Poté, co Bart vidí Milhouse se zlomeným srdcem, začne se cítit provinile za své činy. Poté, co Bart prozradí, že donášel na Samanthina otce, se Bart a Milhouse vzájemně pomlátí. Po uklidnění chlapci navštíví Samanthu v klášterní škole, kde se jí Bart omluví. Samantha řekne, že miluje Svatého Sebastiána, ale stále cítí něco k Milhousovi. Dá mu polibek na rozloučenou, přestože ví, že je to proti pravidlům. 
V podzápletce se Líza obává, že Homerova obezita povede k jeho brzké smrti. Na Lízin návrh Marge objedná pro Homera podprahovou kazetu na hubnutí. Společnost už ale nemá žádné kazety na hubnutí a místo nich mu pošle kazetu na zlepšení slovní zásoby, o čemž nikdo z rodiny neví. Homer při poslechu kazety usne. Jakmile se probudí, mluví květnatě a erudovaně, ale nakonec sní víc jídla než kdy předtím. Jakmile si uvědomí, že po kazetě spíše přibírá, než hubne, odhodí ji a jeho slovní zásoba se rychle vrátí k normálu.

## Produkce
Scénář epizody napsali Jay Kogen a Wallace Wolodarsky a režíroval ji Jim Reardon. V dílu hostovala americká herečka Kimmy Robertsonová v roli Samanthy. Všechny své repliky nahrála samostatně, místo aby je odehrála s herci seriálu v nahrávacím studiu, jak se to obvykle dělá. Robertsonová o roli řekla: „Netušila jsem, jak budu populární, až to udělám. Všichni moji přátelé si teď myslí, že jsem včelí medvídek. Dokázala jsem to.“. Fyzický vzhled Samanthy je založen na Kogenově neteři, která se také jmenuje Samantha.

## Kulturní odkazy
Když Samanthu její otec odvede, Bart utěšuje Milhouse slovy z Tennysonova díla In Memoriam. Úvodní pasáž epizody paroduje část z filmu Stevena Spielberga Dobyvatelé ztracené archy (1981). Bart v roli Indiana Jonese ukradne Homerovi dózu s penězi, než se vydá autobusem do školy. Homer se rozzlobeně rozběhne za Bartem, a zatímco Bart běží domem, Maggie vystřelí místo šípů přísavné šipky. Bartovi se podaří těsně projít zavírajícími se vraty garáže a utéct. Když Bart nastupuje do autobusu, z dálky je vidět, jak za ním Homer křičí. Během celé pasáže hraje znělka Johna Williamse z filmu Dobyvatelé ztracené archy. Producenti museli kontaktovat Spielberga, aby si vyřídili práva na tuto píseň a mohli ji v epizodě použít. Výtvarníkem layoutu části byl Paul Wee. Dabérka Marge, Julie Kavnerová, chválila pasáž za to, že se soustředí na animaci a neobsahuje žádné dialogy.
Závěrečná část dílu, v níž Bart a Milhouse navštíví Samanthu u svatého Sebastiána, je odkazem na film Casablanca. Jedna jeptiška vede skupinu dětí a zpívá píseň „Dominique“ od Jeanine Deckersové. Hlas jeptišce propůjčila dabérka Maggie Roswellová, která však neznala skutečný francouzský text písně, a tak si vymyslela svůj vlastní. Scenáristé měli potíže s nápadem na závěr epizody. Výkonný producent James L. Brooks předložil nápad, že Samanthu pošlou do katolické školy se „zábavnými jeptiškami“, které jsou jako Jeanine Deckersová. Mezi další odkazy v epizodě patří scéna, ve které Líza čte časopis s titulkem „Rok 2525 – měli Zager & Evans pravdu?“, odkazující na hudebníky Zagera a Evanse a jejich píseň „In Year 2525“. Milhouse přemítá, že jeho vztah se Samanthou začal jako Romeo a Julie, ale skončil tragicky, aniž by věděl, že hra také končí tragicky. Původní Milhousova hláška ve scéně zněla: „Mám pocit, jako by mi někdo dal do srdce klín.“. Milhouse má ve svém pokoji plakát se stíhačkou X-wingem ze série Hvězdné války.

## Přijetí
V původním americkém vysílání skončil díl v týdnu od 4. do 10. května 1992 na 35. místě v žebříčku sledovanosti s ratingem 12,4, což odpovídá přibližně 11,4 milionu domácností. Byl to čtvrtý nejlépe hodnocený pořad na stanici Fox v tom týdnu, hned po Beverly Hills 90210, In Living Color a Ženatý se závazky.
Po odvysílání epizoda získala od televizních kritiků převážně pozitivní hodnocení. Autoři knihy I Can't Believe It's a Bigger and Better Updated Unofficial Simpsons Guide, Warren Martyn a Adrian Wood, uvedli, že epizoda byla „vhodným zakončením řady, v níž Simpsonovi upevnili svůj úspěch a stali se ještě odvážnějšími a inteligentnějšími“.
Colin Jacobson z DVD Movie Guide uvedl, že „od geniální a vtipné parodie na Dobyvatele ztracené archy na začátku seriálu je Milhouseův románek držák. Skutečně rozvíjí charaktery postav a proniká do předdospívajících emocí, ale nikdy se nestane sentimentálním. Úžasnou legraci přináší i béčková zápletka, v níž se Líza snaží přimět Homera, aby zhubnul.“ Nate Meyers z Digitally Obsessed udělil epizodě hodnocení 4,5 z 5 a poznamenal: „Je těžké dívat se na Milhouse v romantickém vztahu, zvlášť když v posledních řadách se objevují narážky na to, že Milhouse je gay. Přesto milostný trojúhelník vytváří zajímavé drama a postřehy scénáře o dětských poblouzněních jsou na místě.“.
Bill Gibron z DVD Verdictu si však myslel, že děj se zdá být natahovaný a „pouze Homerova porucha příjmu potravy a pokusy o hubnutí na podprahové kazetě mají trvalou působivost. Vzhledem k tomu, že se ukáže, že kazeta slouží k budování slovní zásoby, je slyšet Homera vykládat květnatým jazykem skutečnou, vzácnou lahůdkou.“ Jeff Acker z listu The Santa Fe New Mexican dal také přednost vedlejší zápletce před hlavní.
Nathan Ditum z Total Filmu označil parodii Dobyvatelů ztracené archy za nejlepší filmovou referenci v historii seriálu. Colin Kennedy z časopisu Empire ji rovněž označil za nejlepší filmovou parodii v seriálu a označil ji za „nejslavnější úvodní pasáži seriálu“. Poznamenal, že Homer zahrál „obě své role – polonahého domorodce a velký tlustý balvan – s dokonalým nadhledem“. Kanadský televizní seriál The Hour s Georgem Stroumboulopoulosem zařadil parodii na Dobyvatele ztracené archy mezi 5 nejlepších mužských momentů ve spodním prádle všech dob. Seznam odkazoval na filmové a televizní scény zobrazující muže ve spodním prádle, přičemž Homer měl v příslušné scéně spodní prádlo na sobě.